# Chronologie des droits de l'homme

## XIIIesiècle
- 1215,  Angleterre : Magna Carta La Grande Charte du roi Jean d'Angleterre, dit Jean sans Terre qui régna de 1199-1216, 1215[1]

## XVIIesiècle
- 1679-1862,  Angleterre : Habeas corpus. Les différentes versions sur la base législative du Royaume-Uni :
  - Habeas Corpus Act (Old English Parliament), 1679[2]
  - Habeas Corpus Act (Old Irish Parliament), 1781[3]
  - Habeas Corpus Act (UK Public General), 1803[4]
  - Habeas Corpus Act (UK Public General), 1804[5]
  - Habeas Corpus Act (UK Public General), 1816[6]
  - Habeas Corpus Act (UK Public General), 1862[7]
- 1689,  Angleterre : Déclaration des droits (Angleterre, Bill of Rights, 1689

## XVIIIesiècle
- 1776,  Treize colonies : Déclaration d'indépendance américaine, 1776
- 1787,  États-Unis : adoption le 17 septembre 1787 par la convention de Philadelphie de la constitution des États-Unis d'Amérique.
- 1789,  États-Unis : application depuis le 4 mars 1789 de la Constitution des États-Unis[8]
- 1789,  États-Unis : Déclaration des Droits (États-Unis) adoptée par le Congrès des États-Unis en 1789, ratifiée en 1791.
- 1789,  France : Déclaration des droits de l'homme et du citoyen de 1789. Document : Déclaration des droits de l'homme et du citoyen : décrétés par l'Assemblée nationale, dans les séances, des 20, 21, 25 et 26 août 1789, sanctionnés par le roi : estampe / Saint Omer scripsit ; James sculpsit[9]. 
L'Assemblée nationale se nomme le 17 juin 1789. Les constituants, élus sortants des États généraux de 1789, devenus membres de l'Assemblée nationale constituante (1789-1791), prêtent le Serment du Jeu de paume le 20 juin 1789. L'Assemblée constituante discute le texte dans ses séances des 20, 21, 25 et 26 août 1789. Lue à la tribune par Mirabeau le 26 août 1789, la déclaration est adoptée le 2 octobre 1789[10]. Le texte de la Déclaration des droits de l'homme et du citoyen du 26 août 1789 est mis en tête de la Constitution de 1958[11].

- 1791,  France : Déclaration des droits de la femme et de la citoyenne, Olympe de Gouges, 1791
- 1793,  France : Déclaration des droits de l'homme et du citoyen de 1793
- 1795,  France : Déclaration des droits et des devoirs de l'homme et du citoyen de 1795

## XXesiècle
- 1918,  Union soviétique: Déclaration des droits du peuple travailleur et exploité, Russie, 16 janvier 1918[12].
- 1936,  France : Complément à la Déclaration des droits de l'homme élaboré par la Ligue des Droits de l'Homme et du Citoyen. Adopté au 32e Congrès, Dijon, 19 juillet 1936-21 juillet 1936[13].
- 1946,  France : Préambule de la Constitution du 27 octobre 1946, IVe République Française.
- 1948,  Nations unies : Déclaration universelle des droits de l'homme, 1948[14].
- 1950,  Union européenne : Convention de sauvegarde des Droits de l'Homme et des Libertés fondamentales telle qu'amendée par le Protocole n° 11, Rome, 4 novembre 1950[15].
  - 1952 : Protocole additionnel à la Convention de sauvegarde des Droits de l'Homme et des Libertés fondamentales tel qu'amendé par le Protocole n° 11, 20 mars 1952. Entrée en vigueur le 1er novembre 1998[16].
  - 1953 : Convention européenne des droits de l'homme adoptée par le Conseil de l'Europe  en 1950, entrée en vigueur en 1953.
  - 1963 : Protocole n° 4 à la Convention de sauvegarde des Droits de l'Homme et des Libertés fondamentales, reconnaissant certains droits et libertés autres que ceux figurant déjà dans la Convention et dans le premier Protocole additionnel à la Convention, tel qu'amendé par le Protocole n° 11. Strasbourg,16 septembre 1963. Entrée en vigueur le 1er novembre 1998[17].
  - 1983 : Protocole n° 6 à la Convention de sauvegarde des Droits de l'Homme et des Libertés fondamentales concernant l'abolition de la peine de mort, tel qu'amendé par le Protocole n° 11. Strasbourg, 28 avril 1983[18]•
  - 1984 : Protocole n° 7 à la Convention de sauvegarde des Droits de l'Homme et des Libertés fondamentales tel qu'amendé par le Protocole n° 11. Strasbourg, 22 novembre 1984[19]..
  - 1994 : Protocole n° 11 à la Convention de sauvegarde des Droits de l'Homme et des Libertés fondamentales, portant restructuration du mécanisme de contrôle établi par la Convention. Strasbourg, 11 mai 1994[20]..
  - 2002 : Protocole n° 13 à la Convention de sauvegarde des Droits de l'Homme et des Libertés fondamentales, relatif à l’abolition de la peine de mort en toutes circonstances. Vilnius, 3 mai 2002[21].
- 1951,  Nations unies : Convention pour la prévention et la répression du crime de génocide, Assemblée générale des Nations unies[22]. Entrée en vigueur le 12 janvier 1951[23].
- 1958,  France : Préambule de la Constitution de la Cinquième République française, Ve République Française
- 1959,  Nations unies : Déclaration des droits de l'enfant, 1959.
- 1969,  Nations unies : Convention internationale sur l'élimination de toutes les formes de discrimination raciale, CERD. Adoptée par l'Assemblée générale des Nations unies le 7 mars 1966. Ouverte à la signature des Etats le 21 décembre 1965. Entrée en vigueur le 4 janvier 1969[24].
- 1973-1975, OSCE : La Organisation pour la sécurité et la coopération en Europe, (OSCE), ouverte le 3 juillet 1973 à Helsinki et poursuivie à Genève du 18 septembre 1973 au 21 juillet 1975, a été menée à son terme à Helsinki le 1er août 1975 par les Hauts Représentants de la République fédérale d'Allemagne, de la République démocratique allemande, des États-Unis, d'Autriche, de Belgique, de Bulgarie, du Canada, de Chypre, du Danemark, de l'Espagne, de la Finlande, de la France, de la Grèce, de la Hongrie, de l'Irlande, de l'Islande, de l'Italie, du Liechtenstein, du Luxembourg, de Malte, de Monaco, de la Norvège, des Pays-Bas, de la Pologne, du Portugal, de la Roumanie, du Royaume-Uni, de Saint-Marin, du Saint-Siège, de la Suède, de la Suisse, de la Tchécoslovaquie, de la Turquie, de l'Union des républiques socialistes soviétiques et de la Yougoslavie[25]..
- 1976,  Nations unies : Pacte international relatif aux droits économiques, sociaux et culturels. Adopté à New York le 16 décembre 1966 par l'Assemblée générale des Nations unies dans sa résolution 2200 A (XXI). Entré en vigueur après la ratification par 35 États le 3 janvier 1976, conformément aux dispositions de l'article 27[26]..
- 1976,  Nations unies : Pacte international relatif aux droits civils et politiques. Adopté  à New York le 16 décembre 1966 par l'Assemblée générale des Nations unies dans sa résolution 2200 A (XXI). Entré en vigueur après la ratification par 35 États le 23 mars 1976. Il est en principe applicable directement par les juridictions des États signataires[27].
  - Pacte international relatif aux droits civils et politiques 16 décembre 1966-23 mars 1976. Article premier. 1. Tous les peuples ont le droit de disposer d'eux-mêmes. En vertu de ce droit, ils déterminent librement leur statut politique et assurent librement leur développement économique, social et culturel[28]..
  - Pacte international relatif aux droits civils et politiques, 16 décembre 1966-23 mars 1976. Article premier : Tout État partie au Pacte qui devient partie au présent Protocole reconnaît que le Comité a compétence pour recevoir et examiner des communications émanant de particuliers relevant de sa juridiction qui prétendent être victimes d'une violation, par cet État partie, de l'un quelconque des droits énoncés dans le Pacte. Le Comité ne reçoit aucune communication intéressant un État Partie au Pacte qui n'est pas partie au présent Protocole[29]..
  - Pacte international relatif aux droits civils et politiques, 16 décembre 1966-23 mars 1976 : Deuxième protocole facultatif se rapportant au Pacte international relatif aux droits civils et politiques, visant à abolir la peine de mort[30]..
- 1976,  Nations unies : Convention sur l'élimination de toutes les formes de discrimination à l'égard des femmes[31].
- 1976,  Nations unies : Convention contre la torture et autres peines ou traitements cruels, inhumains ou dégradants. Adoptée et ouverte à la signature, à la ratification et à l'adhésion par l'Assemblée générale dans sa résolution 39/46 du 10 décembre 1984. Entrée en vigueur: le 26 juin 1987, conformément aux dispositions de l'article 27[32].
- 1976,  Algérie : Déclaration universelle des Droits des Peuples, Alger, 4 juillet 1976[33].
- 1979,  Iran : Constitution de la République islamique de l'Iran. Adoptée le 24 octobre 1979. Entrée en vigueur depuis le 2 décembre 1979. Révisée le 28 juillet 1989[34]
- 1981,  Kenya, OUA : Charte africaine des droits de l'homme et des peuples, adoptée par la dix-huitième Conférence des Chefs d'État et de Gouvernement, Nairobi, Kenya, 27 juin 1981[35]
- 1981,  France : Loi no 81-908 du 9 octobre 1981 portant abolition de la peine de mort[36].

## XXIesiècle
1. 2001,  Nations unies : Déclaration universelle de l’UNESCO sur la diversité culturelle. Adoptée par la 31e session de la Conférence générale de l’UNESCO - Paris, 2 novembre 2001. Instrument normatif reconnaissant, pour la première fois, la diversité culturelle comme "héritage commun de l'humanité" et considérant sa sauveguarde comme un impératif concret et éthique inséparable du respect de la dignité humaine[37].
2. 2009,  France : Hadopi fait référence à la loi Hadopi qui connaît à ce jour deux versions :
  1. LOI n° 2009-669 du 12 juin 2009 Hadopi, « Loi Création et Internet », favorisant la diffusion et la protection de la création sur internet, qui a créé la Haute Autorité pour la diffusion des œuvres et la protection des droits sur internet, publiée au Journal officiel du 10 juin 2009[38].
  2. LOI n° 2009-1311 du 28 octobre 2009. Loi Hadopi 2 relative à la protection pénale de la propriété littéraire et artistique sur internet. Cette loi complète la première loi après la censure de celle-ci par le Conseil constitutionnel. Publiée au Journal officiel du 22 octobre 2009[39].